# Ставруполи (дем Павлос Мелас)
Ставруполи (на гръцки: Σταυρούπολη, Ставруполи, катаревуса: Σταυρούπολις, Ставруполис) е северно предградие на град Солун, Гърция. Част е от дем Павлос Мелас и населението му е 41 653 жители (2001).